# کفرعقا
کفرعقا (به عربی: كفرعقا) یک منطقهٔ مسکونی در لبنان است که در شهرستان کوره واقع شده‌است.

## سرشناسان
- امیل یعقوب، (۲۷ نوامبر ۱۹۵۰) زبان‌شناش، دانشگاهی و نویسنده. [۲]